# Стоянов, Иван Михайлович
Ива́н Миха́йлович Стоя́нов (?—1813) — генерал-лейтенант, герой штурма Очакова.

## Биография
В военную службу вступил в середине XVIII века, служил по армейской пехоте. В 1777 произведён в секунд-майоры, в 1786 году — в премьер-майоры и в 1788 году — в подполковники.
В 1787—1792 годах принимал участие в Турецкой войне, в начале 1792 года за отличия был произведён в полковники и назначен командиром Углицкого пехотного полка. 26 ноября 1792 года Стоянов был награждён орденом св. Георгия 4-й степени (№ 512 по кавалерскому списку Судравского и № 938 по списку Григоровича — Степанова)
За мужественные подвиги, оказанные при штурме Очаковской крепости и за овладение двумя мортирами и пушкой.
Затем Стоянов перевёл Углицкий полк из Молдавии в Польшу, где сражался с конфедератами и повстанцами Костюшко. Блестяще проявил себя при штурме варшавского предместья Праги. А. В. Суворов в рапорте об этом сражении характеризовал Стоянова следующим образом: «Смелый и храбрый офицер, всегда впереди полка. С необыкновенной храбростью принимал неприятеля в штыки».
В 1796 году Стоянов находился в Персидском походе и был в сражении с лезгинами при Алпанах.
Произведённый 12 августа 1798 года в генерал-майоры Стоянов 8 мая следующего года был назначен шефом 11-го егерского полка и 26 июня получил чин генерал-лейтенанта.
Высочайшим приказом от 2 марта 1800 года Стоянов за пьянство был исключён из службы. Скончался в 1813 году